# Hipolit (víziló)
Hipolit(?, 1963 körül – Chorzów, 2016. szeptember 1.)  egy a Katowice melletti Sziléziai Állatkertben élt hím nílusi víziló volt.

## Élete
Mivel Hipolit dokumentumai elvesztek, így a pontos születési időpontját nem lehet tudni, de 1963-ra valószínűsítik.
1964. október 1-jén Hollandiából került a chorzówi állatkertbe, eredetileg egy elefántházban élt.
A sziléziai állatkertben Hipolit volt az első nílusi víziló, és egyben a leghosszabb életű állat is, az európai állatkertekben pedig a legöregebb hím nílusi víziló.
3,5 méter hosszú és 1,5 méter magas volt, a feje több mint 200 kilogrammot nyomott, testsúlya körülbelül 3 tonna volt. A száját egy méterre tudta kinyitni. Szelíd volt és élvezte a látogatók érdeklődését.
A párja 45 éven át  Hamba volt, aki 2011-ben pusztult el. 11 életben maradt utódjuk volt, akik különböző európai állatkertekben élnek. Lengyelországban egyetlen utódjuk él, a Gdański Állatkertben élő nőstény, Czacz.
Utolsó utódjuk a 2012-ben született, a Pécsi Állatkertben élő Ágnes (születésekor Lengyelországban a Czacza (ejtsd: Csacsa) nevet kapta).
Halála után a csontvázát kiállításon készültek bemutatni, de kiderült a csontok csontritkulás miatt súlyosan károsodtak. 
Az állat fejének trófeáját 2017. október 1-én a sziléziai állatkert víziló-pavilonjának területén állították ki.
Halála után nem került új víziló az állatkertbe.

## Fordítás
- Ez a szócikk részben vagy egészben  a   Hipolit (hipopotam) című lengyel Wikipédia-szócikk ezen változatának fordításán alapul.  Az eredeti cikk szerkesztőit annak laptörténete sorolja fel. Ez a jelzés csupán a megfogalmazás eredetét és a szerzői jogokat jelzi, nem szolgál a cikkben szereplő információk forrásmegjelöléseként.